# 坎希爾 (阿肯色州)
凱恩希爾（英語：Canehill）是位於美國阿肯色州華盛頓縣的一個非建制地區。該地的面積和人口皆未知。

## 地理
凱恩希爾的座標為35°54′31″N 94°23′48″W / 35.90861°N 94.39667°W，而該地的平均海拔高度為402米（即1319英尺）。